# Das Wunder von Fatima – Moment der Hoffnung
Das Wunder von Fatima – Moment der Hoffnung (Originaltitel: Fatima) ist ein Filmdrama von Marco Pontecorvo, das am 28. August 2020 veröffentlicht wurde. Der deutsche Kinostart war am 17. Juni 2021.

## Handlung
Der Film erzählt die Geschichte der drei Schäferkinder Lúcia dos Santos, Jacinta und Francisco Marto, die im Frühjahr 1917 durch Berichte von Erscheinungen der Jungfrau Maria für Aufregung in ihrem von Armut geprägten Heimatstädtchen Fátima und darüber hinaus sorgen. Während ihre Eltern, der Pfarrer und die religionsfeindlichen republikanischen Behörden ihnen zumindest anfänglich keinen Glauben schenken, ziehen die sich rasend ausbreitenden Gerüchte immer mehr Menschen nach Fátima, die den angekündigten monatlichen Erscheinungen beiwohnen wollen und schließlich das Sonnenwunder vom 13. Oktober 1917 miterleben.

## Produktion
Die Dreharbeiten fanden in Portugal statt und enthielten Ausschnitte aus der Jubiläumsmesse in Fátima im Mai 2017 anlässlich des 100. Jahrestages der Erscheinungen.

## Veröffentlichung
Der ursprünglich von Picturehouse geplante Uraufführungstermin am 24. April 2020 wurde aufgrund der COVID-19-Pandemie zweimal verschoben. Der Film wurde schließlich am 28. August 2020 in den USA veröffentlicht. In Deutschland startete der Film am 17. Juni 2021 in den Kinos.